# Commission internationale de l'enseignement mathématique
Pour les articles homonymes, voir Commission internationale (homonymie) et CIEM.
La Commission internationale de l'enseignement mathématique (CIEM), en anglais the International Commission on Mathematical Instruction (ICMI) est une commission de l’Union mathématique internationale, en anglais the International Mathematical Union (IMU). C’est une organisation qui s’intéresse à l’échelle internationale aux questions relatives à l’enseignement des mathématiques. La CIEM a été fondée en 1908, lors du Congrès international des mathématiciens (International Congress of Mathematicians -ICM) à Rome. Cette commission a pour but d’améliorer les conditions d’enseignement des mathématiques à travers le monde, grâce à des programmes, des ateliers et diverses initiatives et publications. Ses travaux sont particulièrement dirigés vers les pays émergents et en voie de développement afin d’y améliorer les standards d’éducation mathématique, propres à améliorer la qualité de vie dans ces pays.

## Histoire
La CIEM a été fondée au Congrès international des mathématiciens de 1908 à Rome et le mathématicien Felix Klein en a été le premier président élu. Henri Fehr et Charles Laisant avaient créé le journal L'Enseignement mathématique en 1899, qui est rapidement devenu l’organe officiel de la CIEM.
Dans les années entre les deux guerres, la commission devint peu active, mais elle a été refondée en 1952. Elle devint alors une commission officielle de l’Union mathématique internationale, en anglais the International Mathematical Union (IMU) et fut plus connue sous son acronyme anglais ICMI. Comme organisation scientifique, IMU est membre de le Conseil international pour la science (ICSU). Bien que ICMI suive les principes généraux de l’IMU et l’ICSU elle bénéficie d’une large autonomie.

## Organisation/Structure
Tous les pays membres de l’IMU sont automatiquement membres de l’ICMI ; toutefois un pays qui n’est pas membre de l’IMU a également la possibilité de devenir membre de l’ICMI. 92 pays sont actuellement (2013) membres de l’ICMI. Chaque état membre a le droit de désigner un représentant national.
En tant que commission, ICMI comprend deux organes :
- le comité exécutif (EC) ;
- les représentants nationaux des pays membres.

Ensemble ces deux organes constituent l’assemblée générale (GA) de l’ICMI. Celle-ci est convoquée tous les quatre ans, lors du congrès international sur l’enseignement des mathématiques, International Congress on Mathematical Education, ICME. Le comité exécutif est nommé par l’assemblée générale de l’ICMI pour un mandat de quatre ans.

## Pays membres
L'ICMI regroupe 92 pays :
Liste : Afrique du Sud, Allemagne, Argentine, Arménie, Australie
Autriche, Bangladesh, Belgique, Bosnie-Herzégovine, Botswana, Brésil, Brunei, Bulgarie, Cameroun, Canada, Chili, Chine, Corée du Sud, Costa Rica, Cuba, République tchèque, Danemark, Égypte, Estonie, États-Unis, Finlande, France, Géorgie, Ghana, Grèce, Hong Kong, Hongrie, Inde, Indonésie, Iran, Irlande, Israël, Italie, Côte d'Ivoire, Japon, Kazakhstan, Lituanie, Luxembourg, Malawi, Mexique, Mozambique, Nouvelle-Zélande, Norvège, Pérou, Philippines, Portugal, Roumanie, Russie, Sénégal, Slovaquie, Tunisie, Turquie, Ukraine, Viet-Nam...

## Organisations affiliées
Ce sont des organisations multinationales, indépendantes de l’ICMI, qui ont des intérêts dans le champ de l’enseignement des mathématiques.
Il existe actuellement quatre sociétés multinationales pour l’enseignement des mathématiques :
•	CIAEM : Comité Interamericana de Educación Matemática
•	CIEAEM : Commission internationale pour l’étude et l’amélioration de l’enseignement des mathématiques
•	ERME : European Society for Research in Mathematics Education
•	MERGA : Mathematics Education Research Group of Australasia
Et 6 groupes d’étude internationaux qui sont reconnus comme affiliés à l’ICMI :
•	HPM : International Study Group on the Relations between the History and Pedagogy of Mathematics
•	ICTMA : International Study Group for Mathematical Modelling and Applications (The International Community of Teachers of Mathematical Modelling and Applications)
•	IOWME : International Organization of Women and Mathematics Education
•	IGMCG : International Group for Mathematical Creativity and Giftedness
•	IGPME : International Group for the Psychology of Mathematics Education
•	WFNMC : World Federation of National Mathematics Competitions.

## Conférences
Congrès international sur l’enseignement des mathématiques – ICME
Le congrès international sur l’enseignement des mathématiques, International Congress on Mathematical Education (ICME) est un événement international qui se tient tous les quatre ans sous les auspices de l’ICMI. Le congrès s’intéresse au développement de l’enseignement des mathématiques à l’échelle mondiale. Le programme est planifié par un comité indépendant nommé par la commission exécutive.
Voici la liste des 12 congrès ICME qui ont déjà eu lieu :
- 1968, Lyon, France
- 1972, Exeter, Royaume-Uni
- 1976, Karlsruhe, Allemagne
- 1980, Berkeley, États-Unis
- 1984, Adélaïde, Argentine
- 1988, Budapest, Hongrie
- 1992, Québec, Canada
- 1996, Séville, Espagne
- 2000, Tokyo, Japon
- 2004, Copenhague, Danemark
- 2008, Monterrey, Mexique
- 2012, Séoul, Corée du Sud
- 2016, Hambourg, Allemagne

Conférences Régionales ICMI
L’ICMI offre parfois une aide financière, logistique et/ou morale pour faciliter l’organisation de rencontres régionales à propos de l’enseignement des mathématiques, avec une attention particulière pour les régions ou les pays les moins riches. Une préférence va aux pays les moins affluents. Le congrès régional africain de l’ICMI : AFRICME a été initié en 2005 et vise à offrir un forum pour les enseignants de mathématiques à travers l’Afrique.
CIAEM : La Conferencia interamericana de educación matemática — Conférence panaméricaine de l’enseignement mathématique – est organisée tous les 4 ans par le Comité Interamericano de Educación Matemática – pour promouvoir l’enseignement des mathématiques à travers les pays d’Amérique latine.
EARCOME : est le nom des conférences régionales ICMI de l’Asie de l’Est (East Asia Regional Conference On Mathematics Education). Elles ont remplacé en 1998 les rencontres SEACME (South East Asia Conferences on Mathematics Education) qui avaient débuté en 1978 à Manille (philippines). De plus, il y a eu deux conférences régionales ICMI en Chine à Pékin (1991) et Shanghai (1994).
EMF : Espace mathématique francophone, est une initiative de la Commission française pour l’enseignement des mathématiques (CFEM) initié par le colloque EM200 de Grenoble, l’année mondiale des mathématiques, EMF donne lieu a un colloque tous les trois ans. La région ici est vue au sens linguistique plutôt que Géographique, puisque les pays participants sont les pays francophones au sens assez large.
D’autres rencontres régionales ont lieu sur des bases ad hoc. Pour pouvoir être reconnue comme une conférence régionale de l’ICMI, deux critères sont pris en compte :
– la conférence doit avoir un caractère international évident et pas seulement une dimension nationale ;
– la conférence doit répondre à une charte de qualité scientifique reconnue, dont doit attester une structure organisationnelle suffisant.

## Publications ICMI et Recherche
Il existe plusieurs publications faites par ou sous les auspices de l’ICMI dans le cadre des activités qu’elle organise.
Ce sont essentiellement :
- The ICMI Bulletin ;
- ICMI News – The ICMI electronic newsletter ;
- les actes des congrès ICME ;
- les livres de études ICMI ;
- les actes des conférences régionales ICMI ;
- L'Enseignement mathématique.

## Les études ICMI
Chaque étude ICMI s’attaque à une question vive d’une importance significative pour la recherche sur l’enseignement des mathématiques du moment. Elle est conduite par une équipe internationale d’universitaires et d’enseignants à la proue du domaine. Les professionnels les plus reconnus dans le domaine sont ensuite invités à participer à une conférence internationale préparée de façon très précise en amont avec des ateliers très structurés. Des interactions et du travail lors de cette conférence est issue une monographie qui fait référence dans le domaine, publié dans la New ICMI Study Series (NISS) par Springer Science+Business Media.

## Médailles
Depuis 2003 ICMI a mis en place deux récompenses bi-annuelles : les médailles Felix-Klein et Hans-Freudenthal. Ces prix attestent d’une carrière ou du développement de travaux exceptionnels dans le champ de la recherche en éducation mathématique.
- La médaille Felix-Klein tient son nom du fameux mathématicien premier président de la CIEM (1908-1920), et rend honneur à une carrière exceptionnelle.
- La médaille Hans-Freudenthal du nom du 8e président de l’ICMI (1967-1970), atteste d’un programme de recherche d’envergure exceptionnelle.
- La médaille Emma-Castelnuovo récompense des réalisations exceptionnelles dans la pratique de l'enseignement des mathématiques. Du nom d'une enseignante de mathématiques née en 1913 et décédée en 2014, elle a été créée en 2013 pour célébrer son centième anniversaire et honorer son travail pionnier.

Lors de chaque congrès ICME les quatre médailles des années précédentes sont remises lors de la cérémonie d’ouverture. Par ailleurs, les chercheurs récompensés sont invités à présenter leurs travaux lors d’une présentation spéciale.

## CANP
Le Capacity & Networking Project (CANP) est une initiative internationale pour aider l’enseignement des mathématiques dans les pays en voie de développement ; c’est une initiative conjointe des mathématiciens (IMU) et des éducateurs (ICMI) avec l’appui de l’UNESCO et de l’International Congress of Industrial and Applied Mathematics, ICIAM. Le projet tend à répondre au rapport de l’UNESCO : Défis actuels dans l’enseignement des mathématiques élémentaires (Current Challenges in Basic Mathematics Education – UNESCO, 2011). CANP vise à stimuler l’enseignement des mathématiques à tous les niveaux d’éducation dans les pays en voie de développement, de façon que la population puisse faire face aux défis que ces pays sont amenés à rencontrer. Le premier programme a eu lieu à Bamako (Mali) en septembre 2011, ave une rencontre de suivi en 2012 au Sénégal. Le second programme s’est tenu au Costa Rica en 2012. Chacun a permis de créer un réseau efficace au niveau régional.

## Projet Klein
Le projet Klein a été mis en place en 2008 et vise à donner des moyens aux enseignants pour connecter les mathématiques qu’ils enseignent avec le champ des mathématiques en prenant en compte l’évolution du champ dans les dernières décennies.
Ce projet s’inspire du fameux livre de Felix Klein, les mathématiques élémentaires d’un point de vue avancé, publié en 1908 et 1909. Le projet se concrétise en deux principaux produits : un livre qui sera publié dans plusieurs langues et un blog qui inclut du matériau que les enseignants peuvent utiliser dans les classes.